# Arnoglossus micrommatus
Arnoglossus micrommatus är en fiskart som beskrevs av Amaoka, Arai och Gomon, 1997. Arnoglossus micrommatus ingår i släktet Arnoglossus och familjen tungevarsfiskar. Inga underarter finns listade i Catalogue of Life.